# Liga Premier de Baréin 2015-16
La Liga Premier de Baréin 2015–16, también conocida como Liga Premier VIVA de Baréin por razones de patrocinio, (en árabe: الدوري VIVA البحريني الممتاز) fue la 59na edición de la máxima categoría del fútbol en Baréin. 
Participaron 10 equipos: 8 de la edición anterior, y ascendidos dos de la Segunda División de Baréin 2014-15. El Muharraq Club, es el campeón defensor.

## Equipos
Los clubes Al Shabab y Bahrain Club fueron relegados en la campaña Liga Premier de Baréin 2014–15. Sus lugares fueron ocupados por el campeón de la Segunda División de Baréin, el Al Ahli, y el club Sitra Club quién le ganó la serie de repechaje al club capitalino Bahrain Club.

### Datos generales
| Club           | Ciudad      | Estadio            |
| -------------- | ----------- | ------------------ |
| Al Hidd        | Al Hidd     | Nacional de Baréin |
| Al Hala        | Al Muharraq | Al Muharraq        |
| Busaiteen Club | Busaiteen   | Nacional de Baréin |
| East Riffa     | Riffa       | Nacional de Baréin |
| Malkiya        | Malkiya     | Madinat 'Isa       |
| Manama Club    | Manama      | Nacional de Baréin |
| Muharraq Club  | Al Muharraq | Al Muharraq        |
| Riffa Club     | Riffa       | Nacional de Baréin |
| Al Ahli        | Manama      | Nacional de Baréin |
| Sitra Club     | Sitrah      | Nacional de Baréin |

- Aunque la mayoría de los clubes tienen un estadio, los juegos son realizados principalmente en los siguientes estadiosː Estadio Nacional de Baréin, Estadio Ciudad Deportiva Califa y Estadio Al Ahli.

## Tabla de posiciones
|     | Equipos de fútbol  | PJ | G  | E | P  | GF | GC | Dif | Pts |
| --- | ------------------ | -- | -- | - | -- | -- | -- | --- | --- |
| 01. | Hidd SCC (C)       | 18 | 12 | 6 | 0  | 39 | 15 | +24 | 42  |
| 02. | Muharraq Club      | 18 | 9  | 5 | 4  | 31 | 21 | +10 | 32  |
| 03. | Malkiya Club       | 18 | 7  | 6 | 5  | 23 | 20 | +3  | 27  |
| 04. | Riffa Club         | 18 | 7  | 2 | 9  | 22 | 26 | -4  | 23  |
| 05. | East Riffa         | 18 | 6  | 4 | 8  | 22 | 18 | +4  | 22  |
| 06. | Al Ahli            | 18 | 5  | 7 | 6  | 22 | 21 | +1  | 22  |
| 07. | Manama Club        | 18 | 6  | 3 | 9  | 17 | 29 | -10 | 21  |
| 08. | Al Hala Club       | 18 | 5  | 5 | 8  | 22 | 31 | -9  | 20  |
| 09. | Busaiteen Club (D) | 18 | 6  | 2 | 10 | 17 | 31 | -14 | 20  |
| 10. | Sitra Club (D)     | 18 | 4  | 6 | 8  | 20 | 25 | -5  | 18  |

Pts = Puntos; PJ = Partidos jugados; G = Partidos ganados; E = Partidos empatados; P = Partidos perdidos; GF = Goles anotados; GC = Goles recibidos; Dif = Diferencia de goles

(C) = Campeón; (D) = Descendido; (P) = Promovido; (E) = Eliminado; (O) = Ganador de Play-off.

Fuente:
|  | Liga de Campeones 2017 (Play-off)        |
|  | Copa de la AFC 2017 (Play-off)           |
|  | Copa GCC 2017                            |
|  | Copa de Clubes del Mundo Árabe 2016-17   |
|  | Descenso a la Segunda División de Baréin |

## Estadísticas

### Goleadores
Actualizado hasta el 18 de julio de 2016.
| Lugar | Jugador                 | Equipo        | Goles |
| ----- | ----------------------- | ------------- | ----- |
| 1     | Ismail Abdullatif       | Muharraq Club | 17    |
| 2     | Mohammed Al Rumahi      | Hidd SCC      | 16    |
| 3     | Issa Abd Al Wahab       | Malkiya Club  | 10    |
| 4     | Sami Al Husaini         | East Riffa    | 7     |
| 4     | Ali Abdulrasol Al Osfor | Sitra Club    | 7     |
| 4     | Diego Da Silva          | Al Ahli       | 7     |
| 4     | Romeu Torres            | Al Hala       | 7     |